# Chmielnik
Chmielnikⓘ é uma cidade no sudeste da Polônia. Pertence à voivodia de Santa Cruz, no condado de Kielce. É a sede da comuna urbano-rural de Chmielnik, localizada no rio Wschodnia (afluente direito do Czarna Staszowska), na fronteira da bacia Połaniecka e do sopé de Szydłowskie.
É um centro regional comercial e de serviços, com destaque para a indústria de materiais de construção e de alimentos. Estende-se por uma área de 7,8 km², com 3 408 habitantes, segundo o censo de 31 de dezembro de 2024, com uma densidade populacional de 437 hab./km².
De meados do século XVI até 1689, foi um dos centros mais importantes do calvinismo polonês. Uma cidade particular da Polônia do Congresso, esteve localizada em 1827, no condado de Szydłów, distrito de Stopnica da voivodia de Cracóvia.
Entre 1956 e 1961, a cidade foi a sede do condado de Chmielnik. Entre 1975 e 1998, a cidade pertenceu administrativamente à voivodia de Kielce.

## Demografia
Conforme os dados do Escritório Central de Estatística da Polônia (GUS) de 31 de dezembro de 2024, Chmielnik é uma cidade muito pequena com uma população de 3 408 habitantes (20.º lugar na voivodia de Santa Cruz e 694.º na Polônia), tem uma área de 7,8 km² (34.º lugar na voivodia de Santa Cruz e 722.º lugar na Polônia) e uma densidade populacional de 437 hab./km² (16.º lugar na voivodia de Santa Cruz e 630.º lugar na Polônia). Entre 2002–2024, o número de habitantes diminuiu 16,4%.
Os habitantes de Chmielnik constituem cerca de 1,61% da população do condado de Kielce, constituindo 0,29% da população da voivodia de Santa Cruz.
| Descrição                         | Total      | Total   | Mulheres   | Mulheres | Homens     | Homens  |
| --------------------------------- | ---------- | ------- | ---------- | -------- | ---------- | ------- |
| unidade                           | habitantes | %       | habitantes | %        | habitantes | %       |
| população                         | 3 408      | 100     | 1 811      | 53,1     | 1 597      | 46,9    |
| área                              | 7,8 km²    | 7,8 km² | 7,8 km²    | 7,8 km²  | 7,8 km²    | 7,8 km² |
| densidade populacional (hab./km²) | 437        | 437     | 232        | 232      | 205        | 205     |

## História

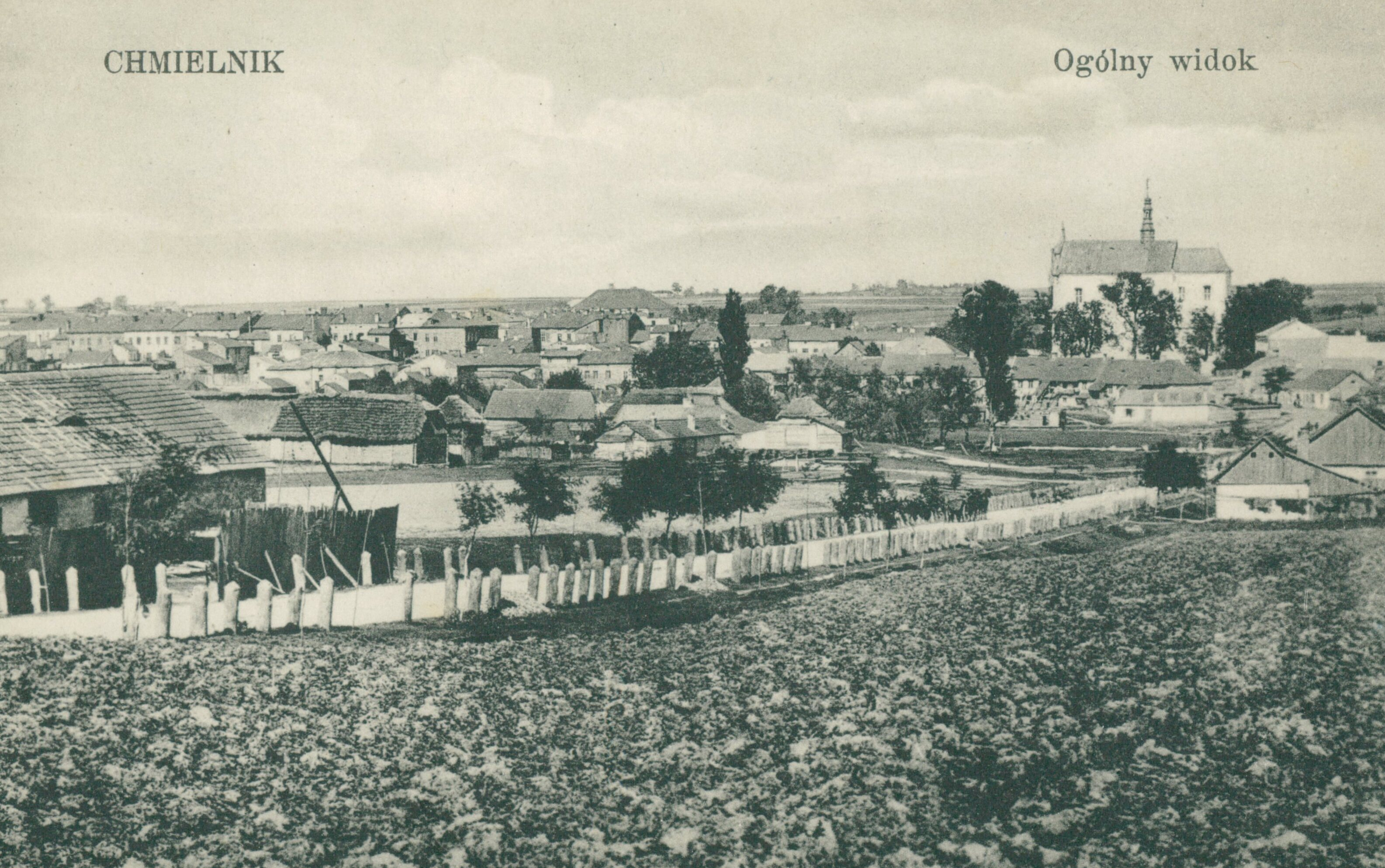
Vista de Chmielnik antes de 1920

A primeira menção data de 1241, quando ocorreu a Batalha de Chmielnik contra o exército mongol. Há um obelisco comemorativo na estrada para Szydłów. Originalmente um assentamento ducal (castelania de Sandomierz), no século XIII tornou-se propriedade da família Odrowąż.
O monumento mais antigo de Chmielnik é a Igreja da Santíssima Trindade, com um adro fundado por volta de 1356. Atualmente, apenas o presbitério (início do século XIV) da igreja, destruído durante a Reforma Protestante, pode ser visto.
Na época das invasões tártaras, Chmielnik era propriedade da família Oleśnicki. Foi graças a seus esforços que Chmielnik deveu seus direitos municipais concedidos pelo rei Sigismundo II Augusto em 1551. Por volta de 1558, o então proprietário da cidade, Jan Oleśnicki, converteu a igreja em uma congregação calvinista, dando início ao episódio protestante da cidade. O último pároco católico foi expulso da cidade por volta de 1562. A nova cidade de Chmielnik estava situada a leste do vilarejo de mesmo nome (atualmente Przededworze). No final da década de 1560, a cidade se tornou um centro da Irmandade polonesa, que tinham sua própria escola e realizavam sínodos (o último em 1592).
Em 1580, o rei Estêvão Batory concedeu o privilégio de organizar outras feiras. Por volta de 1592, os proprietários da cidade se converteram ao calvinismo e cederam o prédio da igreja aos seus correligionários, mas os Irmãos poloneses permaneceram na cidade; ainda por volta de 1610, os sínodos calvinistas admoestaram os proprietários por não permitir que os arianos realizassem seus próprios cultos. Graças aos esforços do pastor Franciszek Plachta Seceminski, a maioria dos habitantes se converteu ao calvinismo.
Em 1630, Chmielnik tornou-se propriedade da família calvinista Gołuchowski. Construída entre 1634 e 1636, a nova igreja, espaçosa e de tijolos, foi incendiada durante o Dilúvio Sueco, mas foi reconstruída graças aos esforços da família Gołuchowski. Sínodos calvinistas eram realizados em Chmielnik, e havia também uma escola de nível ótimo.
A igreja calvinista existiu até 1689, quando, após uma ação judicial contra os calvinistas, ela e a escola foram fechadas e o prédio da igreja foi entregue à Igreja Católica. Embora os calvinistas tenham sido registrados na cidade por mais 30 anos, a cidade entrou em declínio depois que a igreja foi fechada.
O século XVII marca a história da comunidade judaica de Chmielnik, onde os judeus sefarditas expulsos da Espanha começaram a se estabelecer com base em um privilégio emitido por Krzysztof Gołuchowski. A ocupação pelos judeus das casas e lojas abandonadas dos arianos exilados de Chmielnik (1658) contribuiu para o desenvolvimento econômico da comunidade judaica.
Chmielnik também era uma cidade real. Segundo o padre Jan Wiśniewski (1774), a cidade foi dada como um presente da República das Duas Nações a Estanislau II Augusto. O rei logo a ofereceu ao príncipe Józef Antoni Poniatowski (sobrinho do rei, conhecido por sua predileção por jogo de cartas), que, por necessidade financeira, vendeu Chmielnik a Andrzej Moszczenski, o governador de Inowrocław. Segundo as pesquisas históricas mais recentes, o episódio da doação da cidade a Poniatowski não é confirmado nas fontes históricas. O novo proprietário concluiu a construção de uma nova igreja, iniciada por Jerzy Ożarowski em 1730 e que durou 50 anos. Em 1787, os Chłapowskis se tornaram os proprietários de Chmielnik.
Após a Terceira Partição da Polônia (1795), a cidade pertenceu à Áustria (província da Nova Galícia). De 1809 a 1815, pertenceu ao Ducado de Varsóvia e, depois, à Polônia do Congresso.
Em 1829, o último membro da família Chłapowski, Dezydery, vendeu Chmielnik para Kazimierz Tański. A propriedade permaneceu como propriedade dessa família até 1945.
Em 20 de janeiro de 1864, uma escaramuça da Revolta de Janeiro ocorreu em Chmielnik. Os insurgentes eram comandados pelo major Rumowski (Wagner).
Em 1922, o Banco Comercial foi inaugurado em Chmielnik, com o comerciante Herman Leszman como presidente.
Em 13 de janeiro de 1945, as tropas do 52.º Exército da Primeira Frente Ucraniana do Exército Vermelho entraram na cidade. Esse fato foi comemorado pelo Monumento de Gratidão erguido na praça da cidade. Em 1991, o nome da rua Obronców Stalingradu foi alterado para rua Wincentego Witosa.

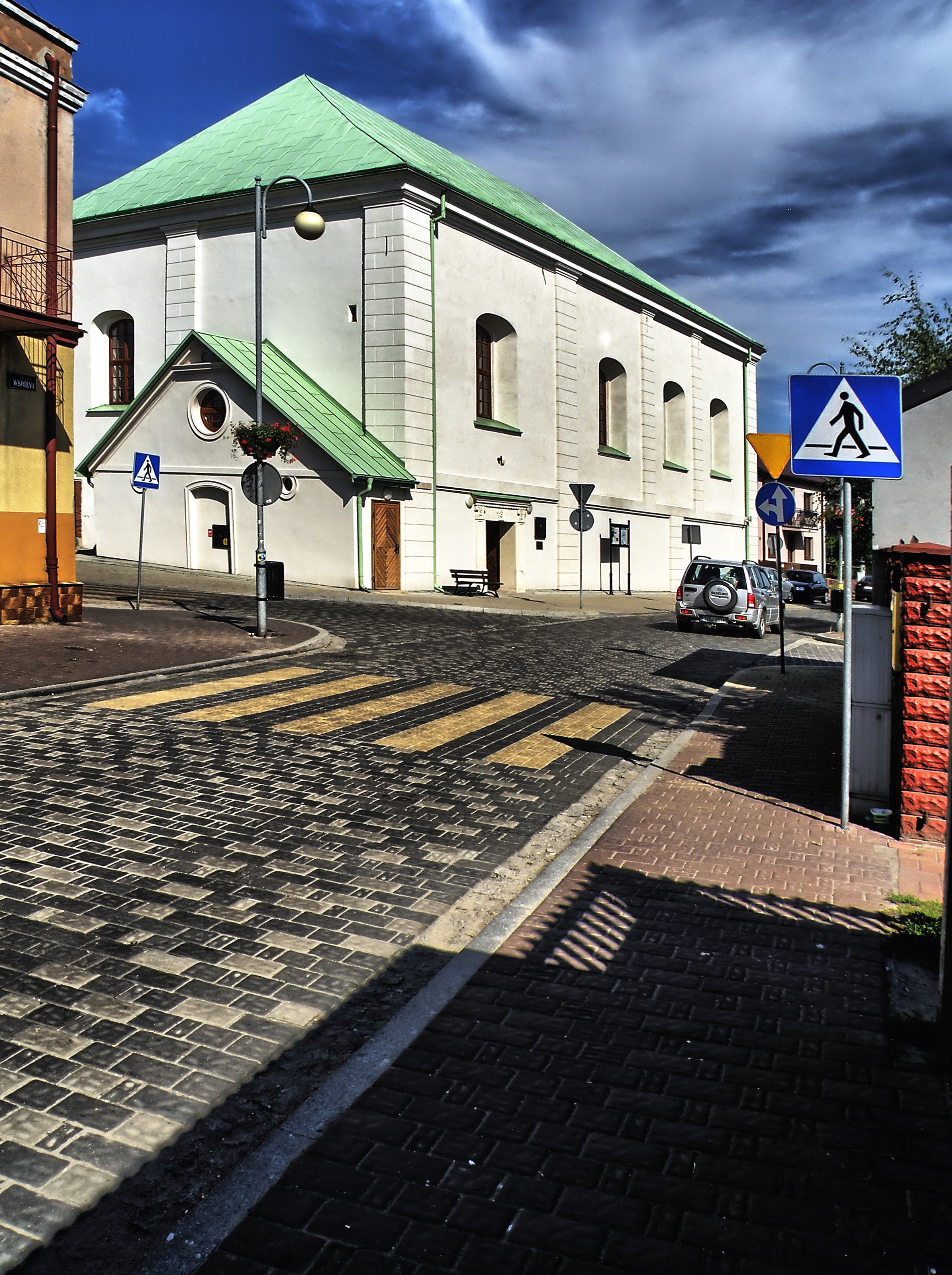
Sinagoga, agora em desuso, 1630, 1942
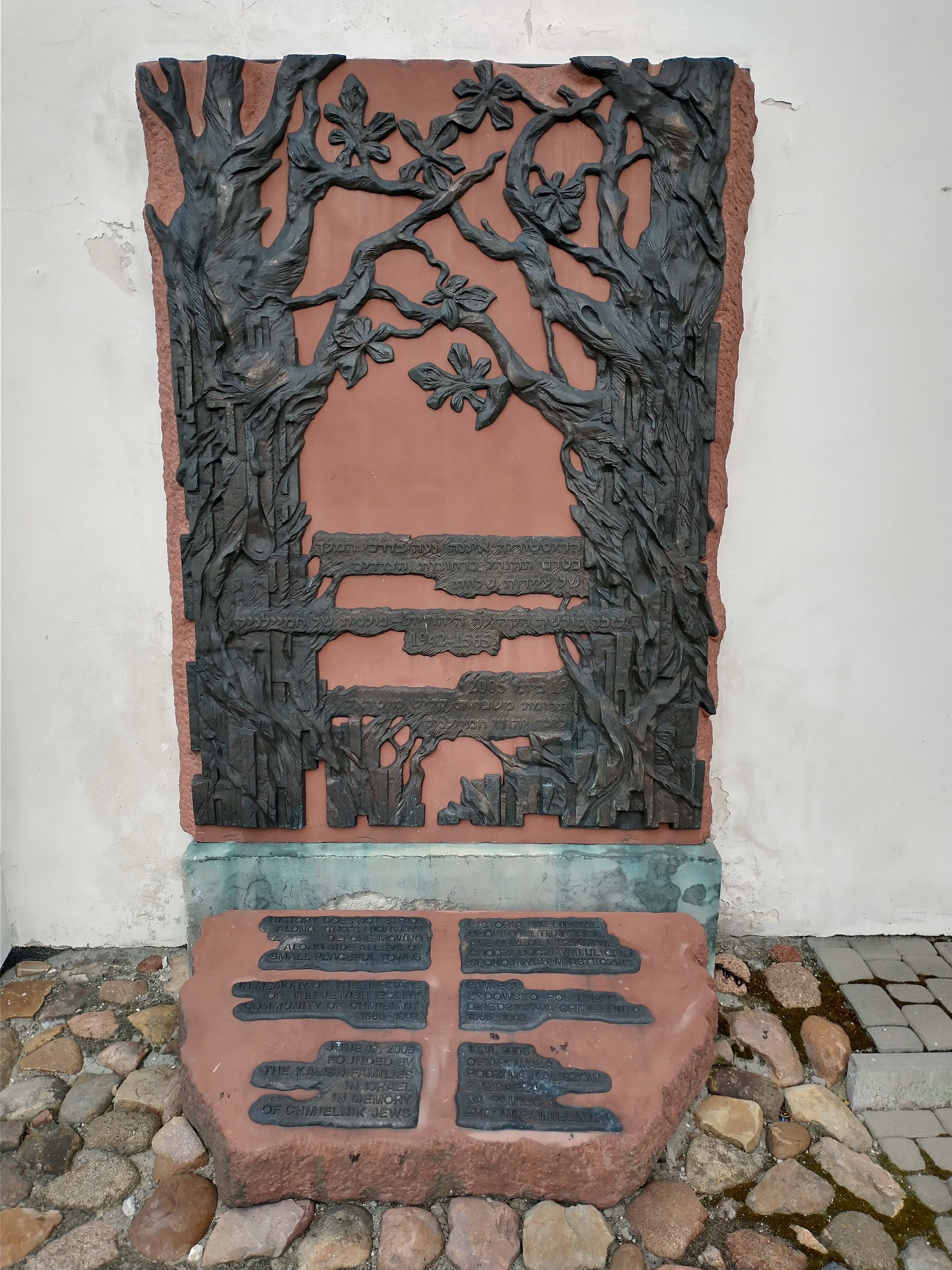
Placa em memória do patrimônio da comunidade judaico-polonesa de Chmielnik
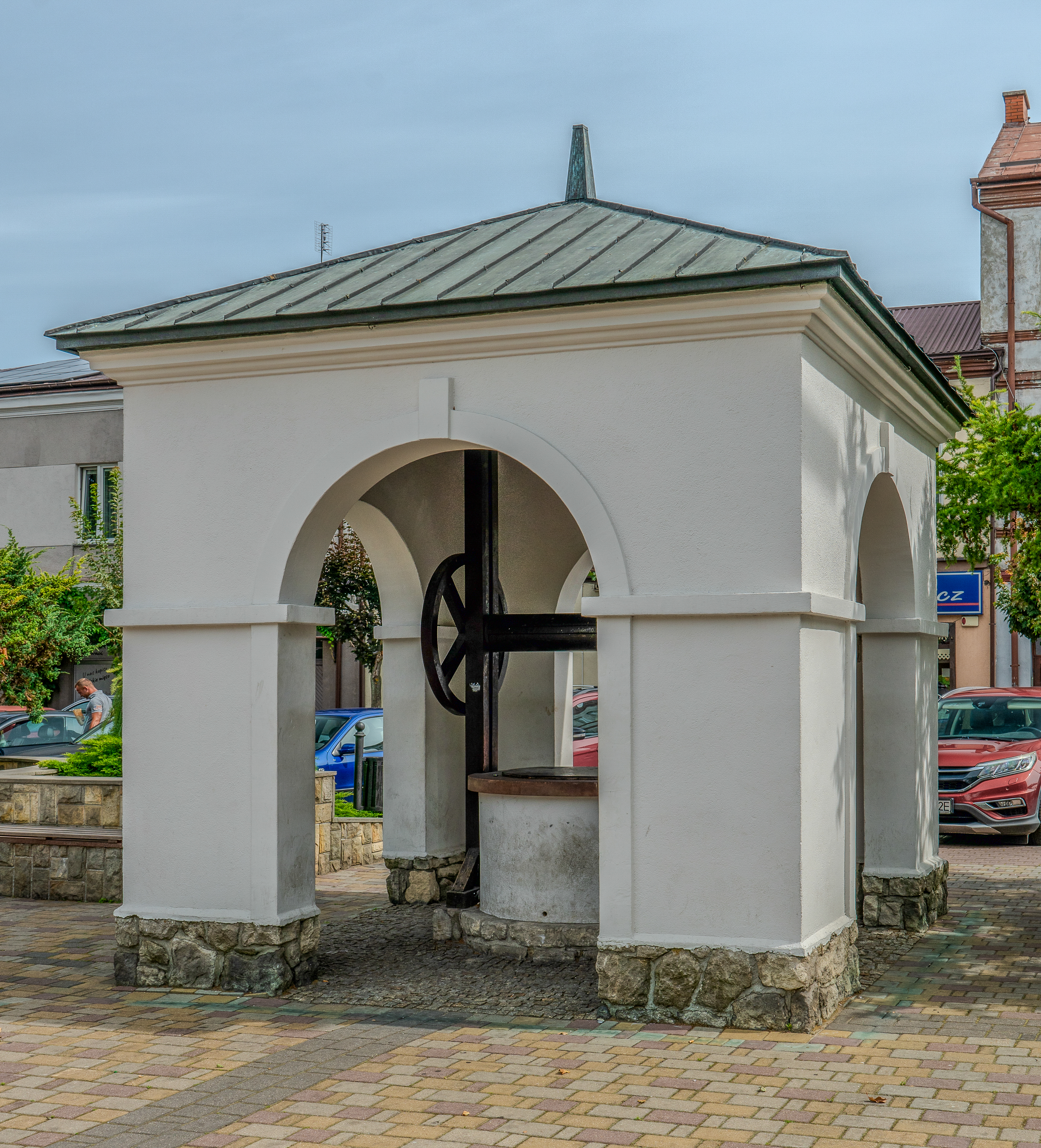
Poço na praça principal
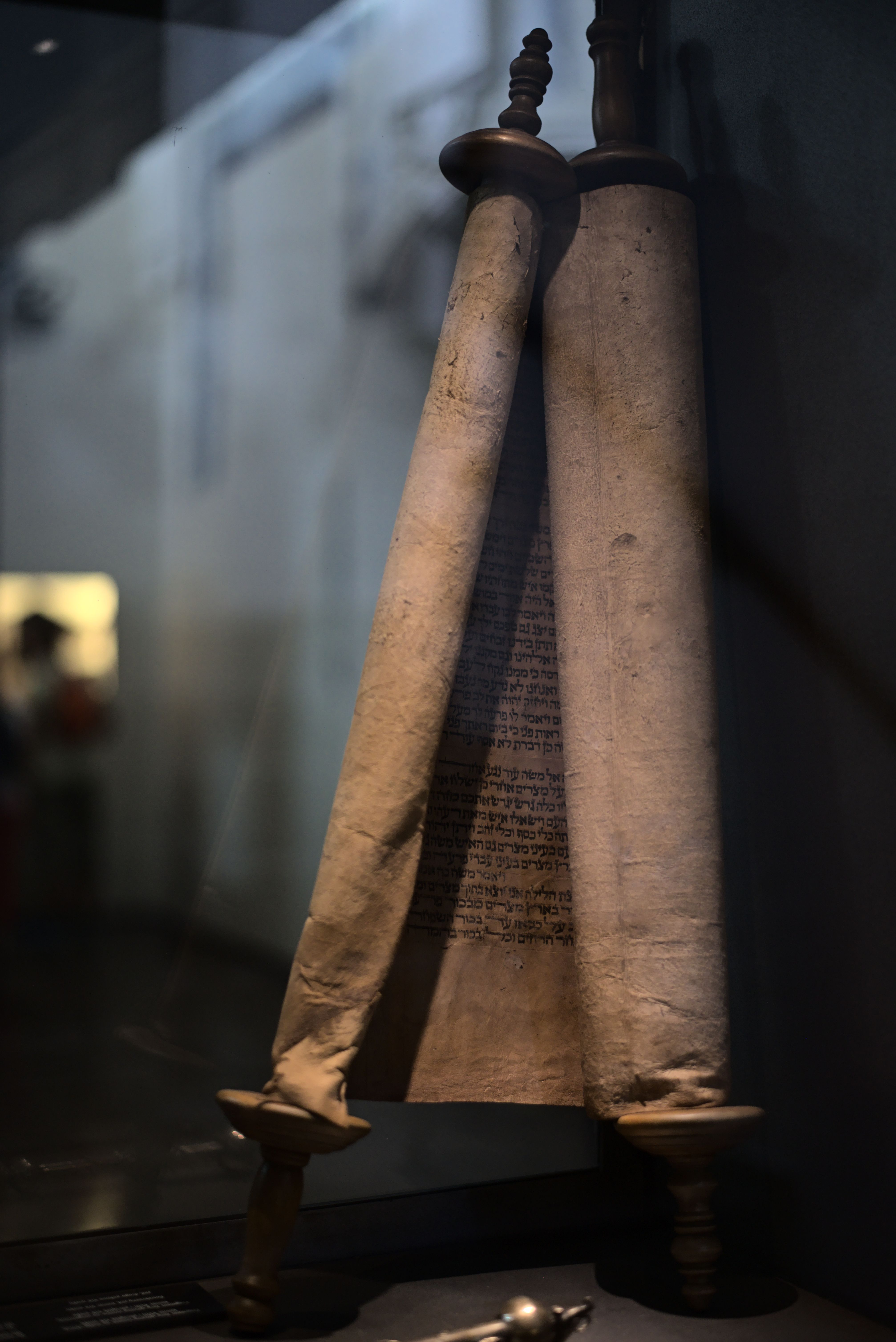
Torá em Chmielnik
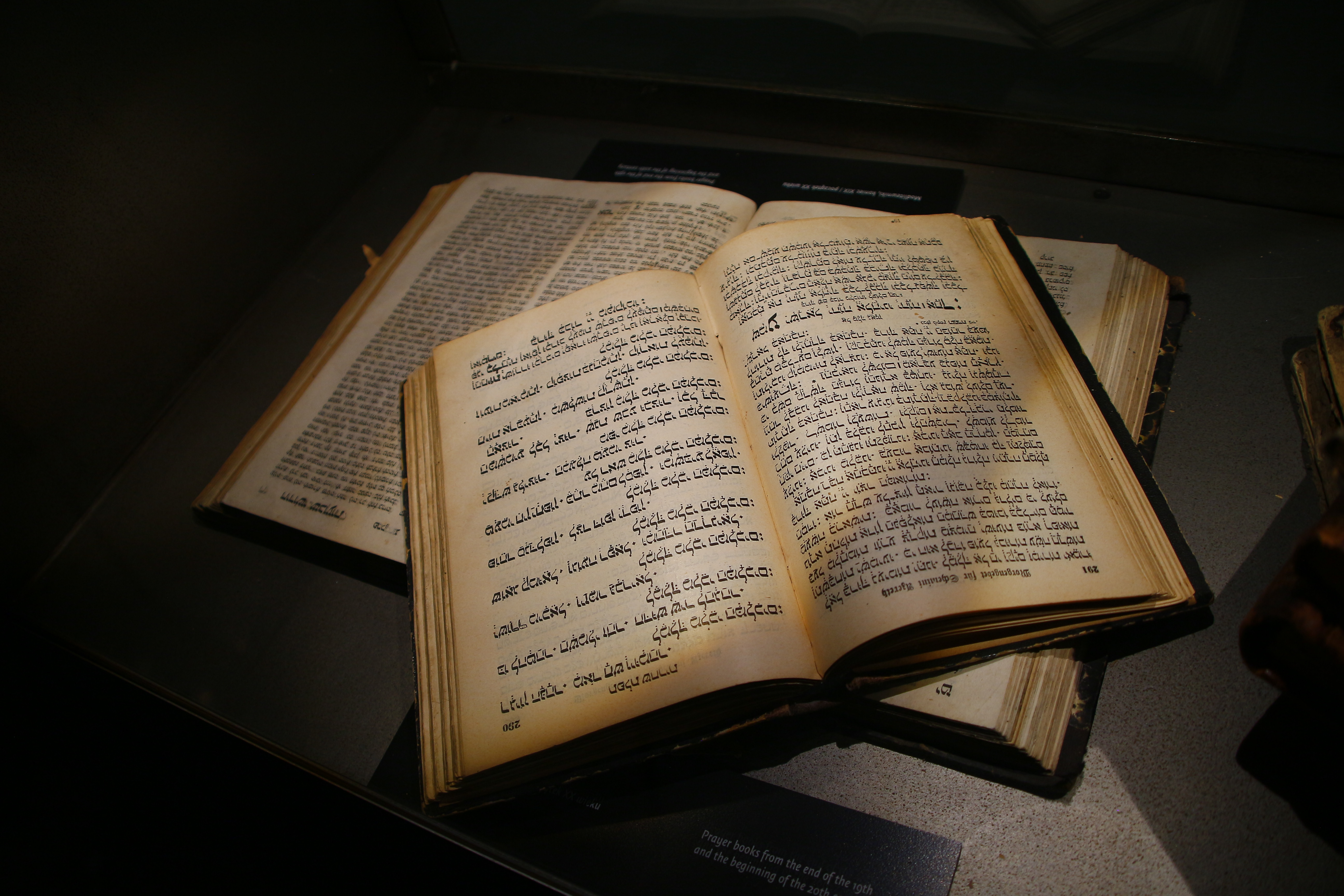
Livro de orações do final do século XIX e início do XX
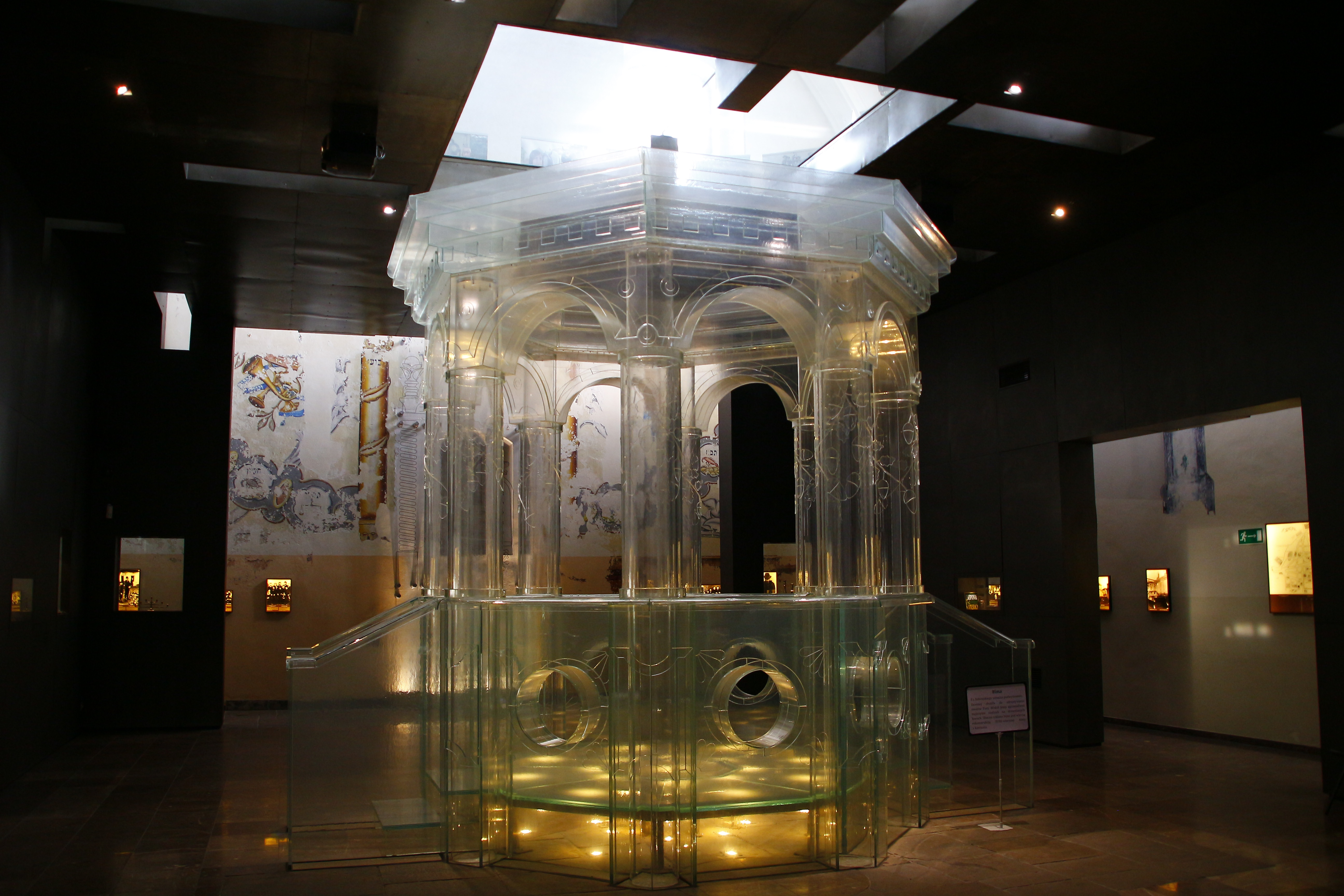
Bimá em Chmielnik
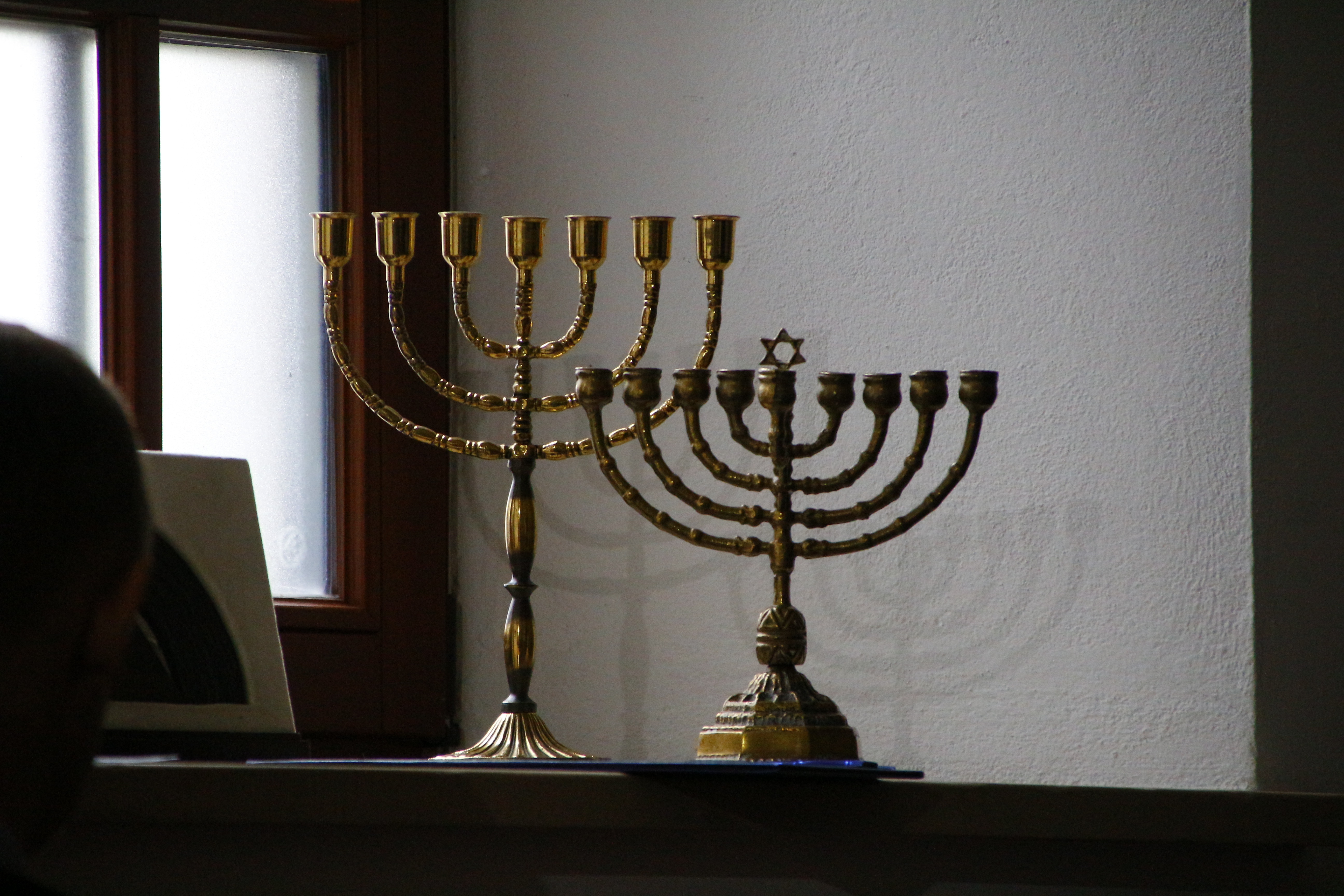
Chanukiá e Menorá em Chmielnik
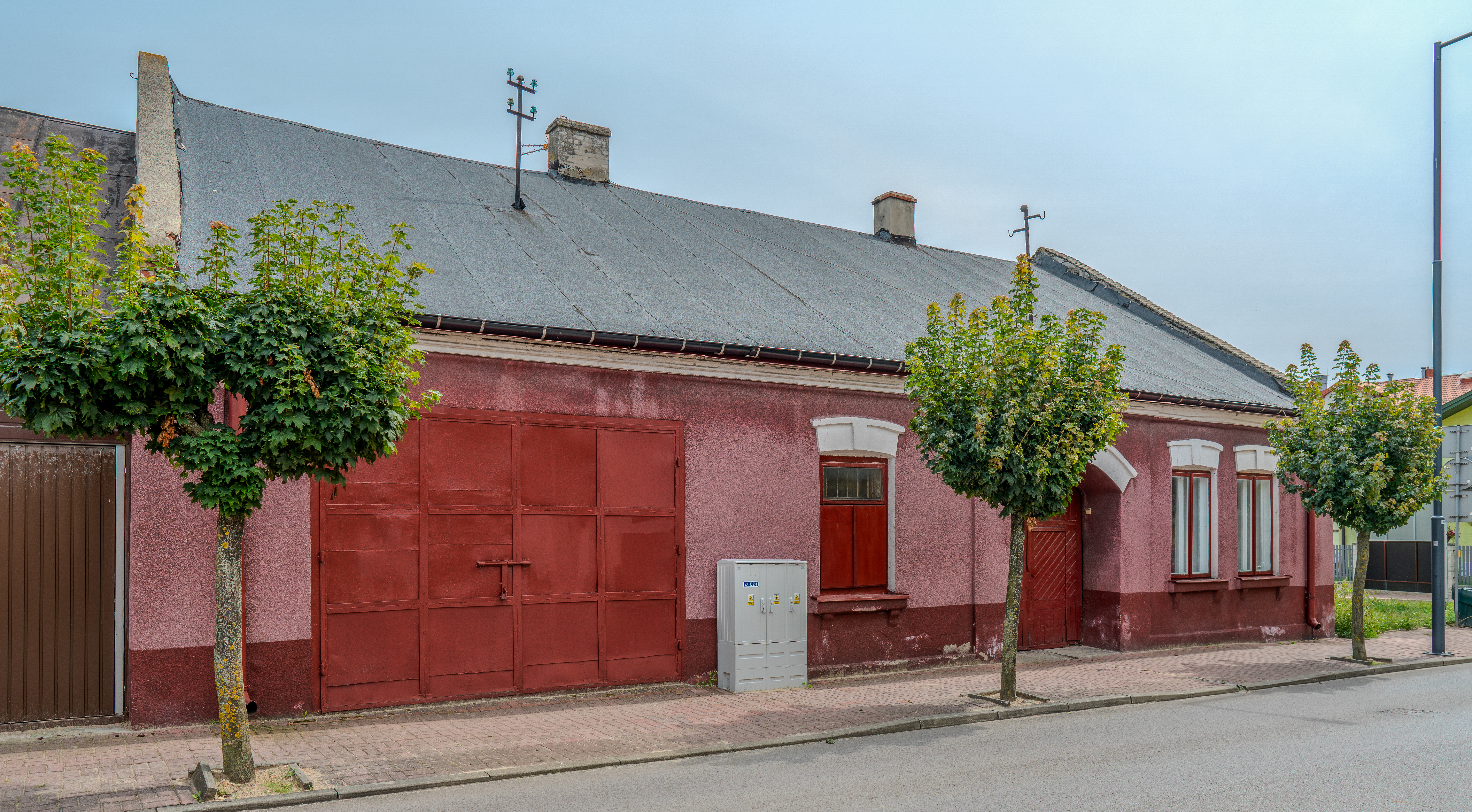
Casa na rua 13 Stycznia, 12
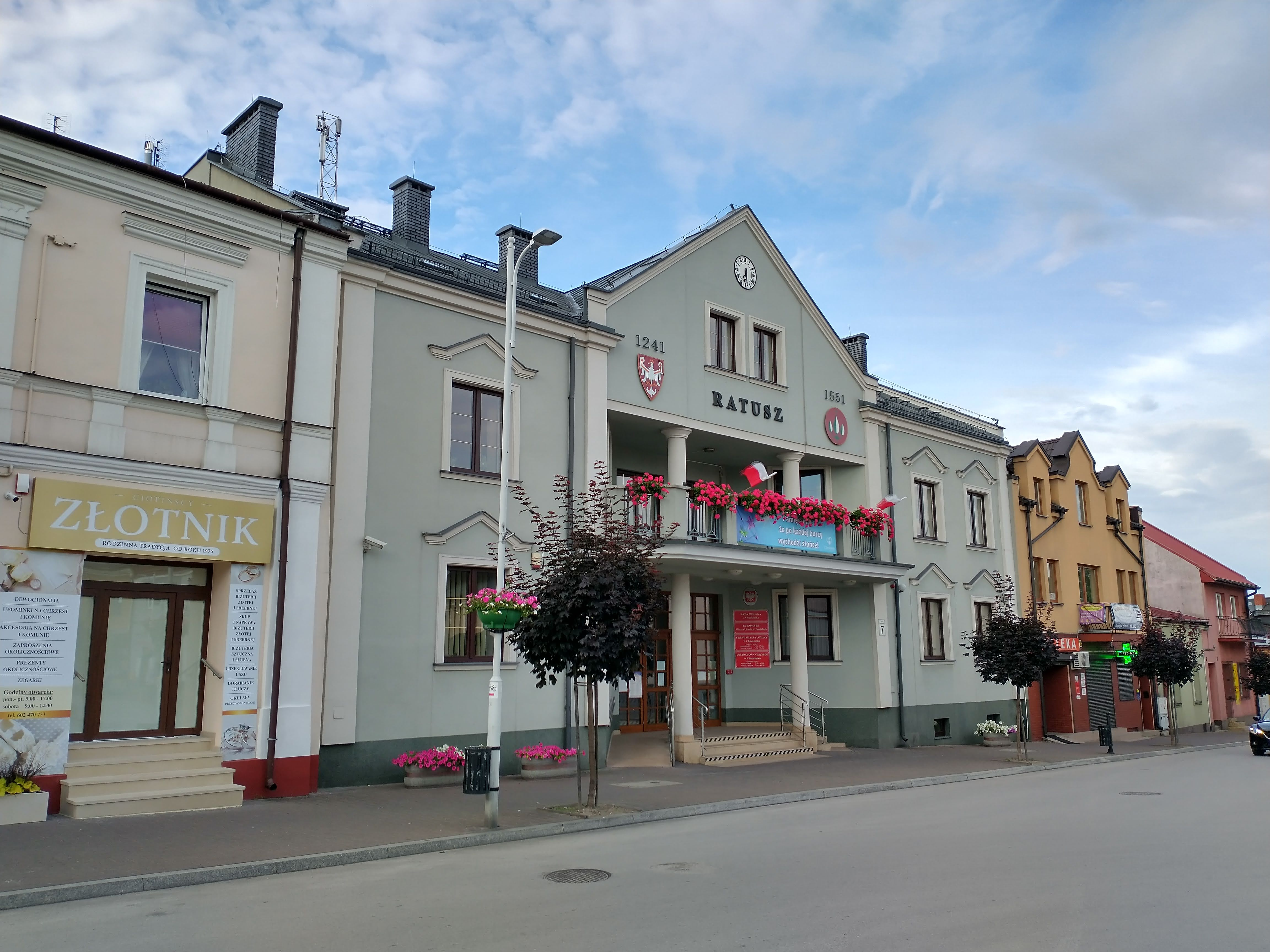
Prédio da prefeitura
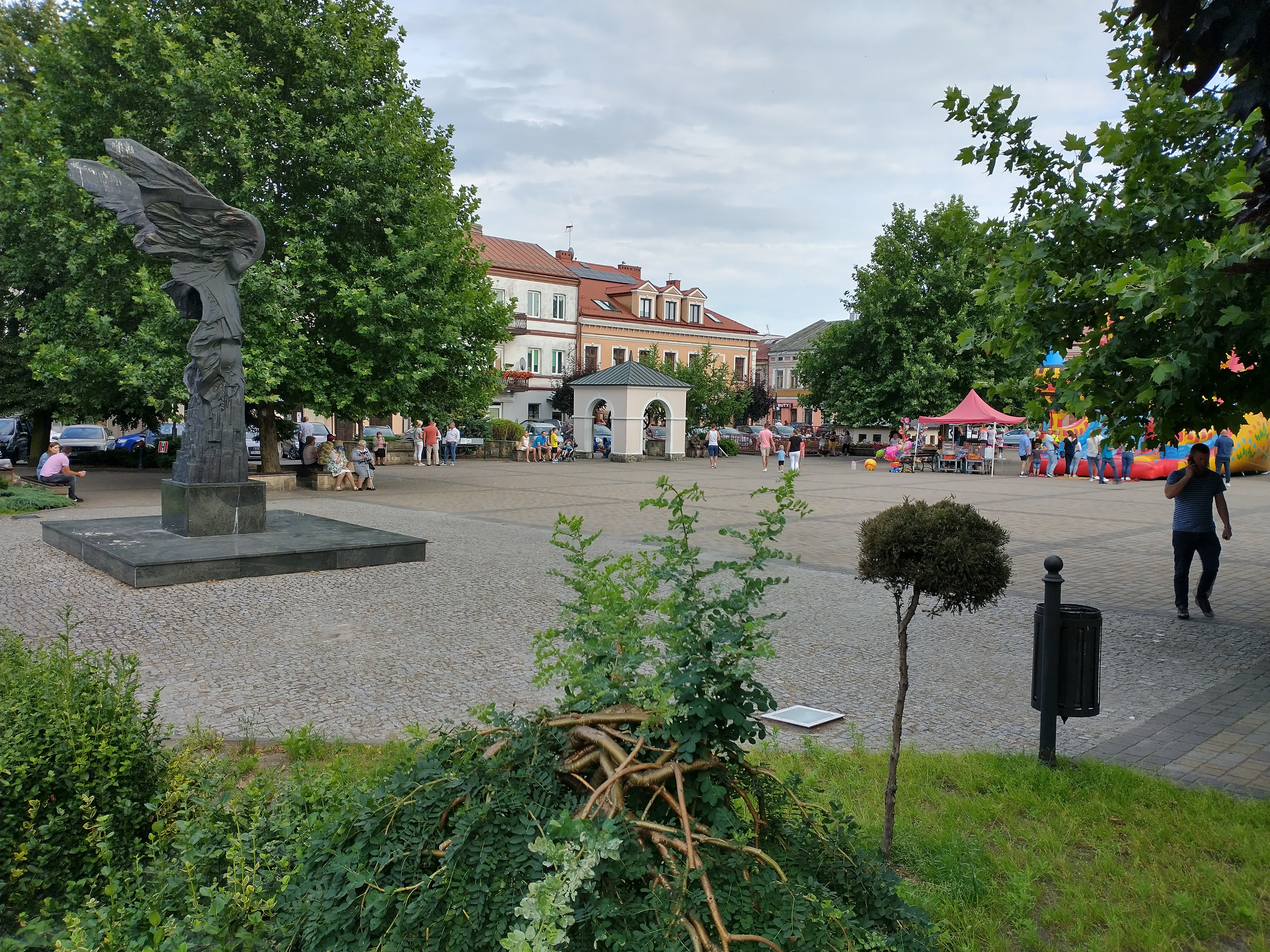
Praça principal

## Monumentos históricos

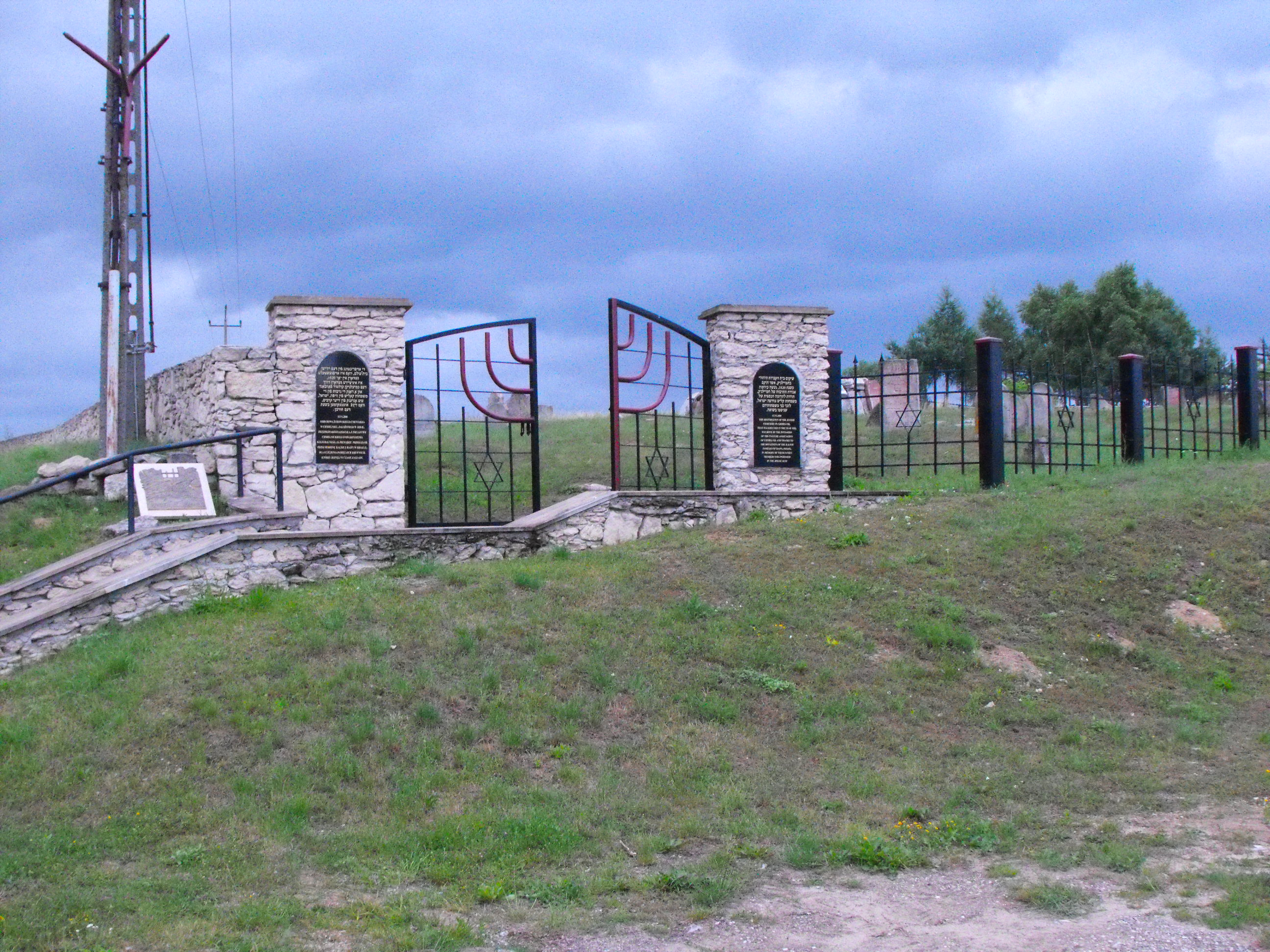
Novo cemitério judaico — portão de entrada

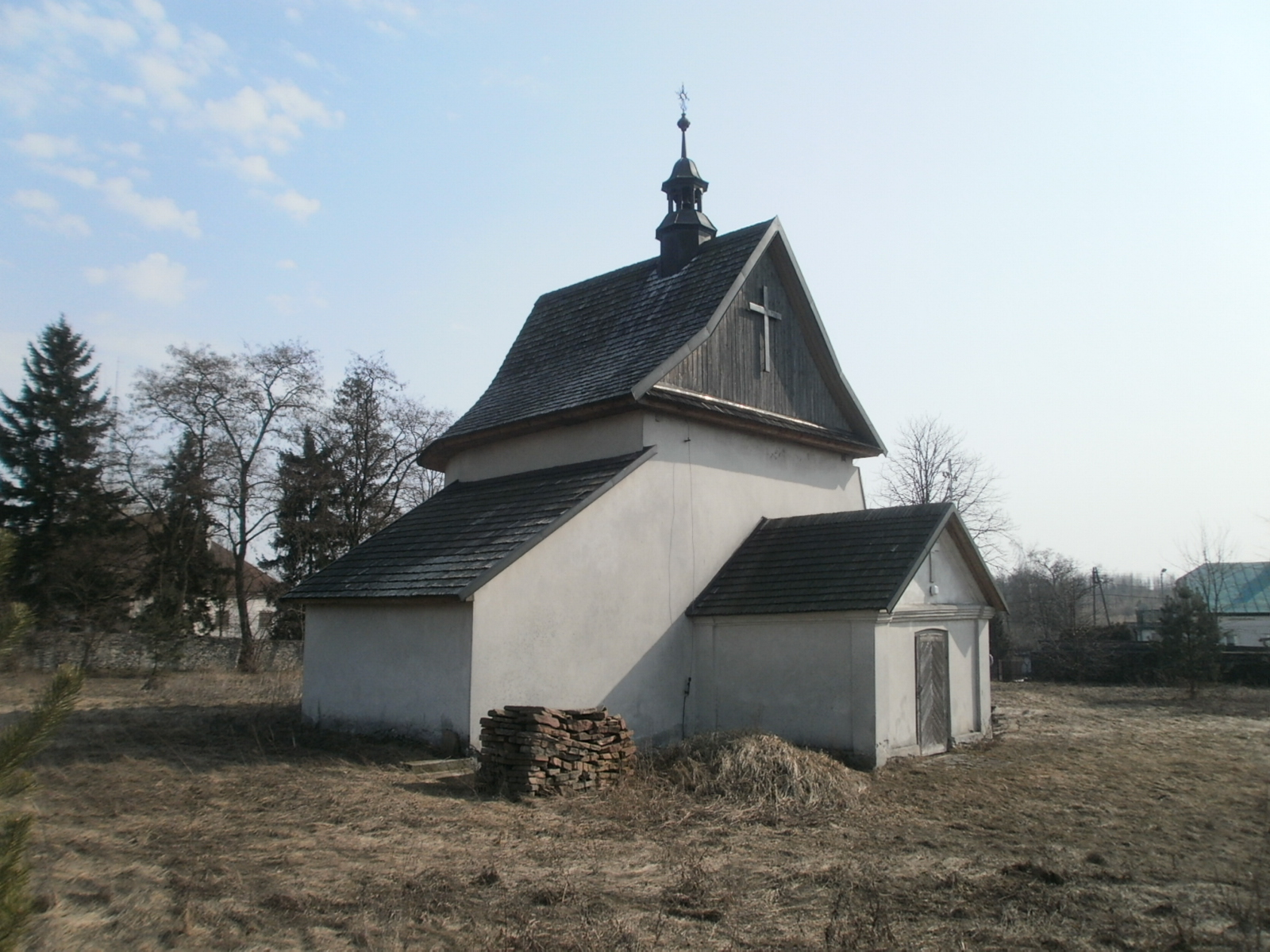
Igreja da Santíssima Trindade

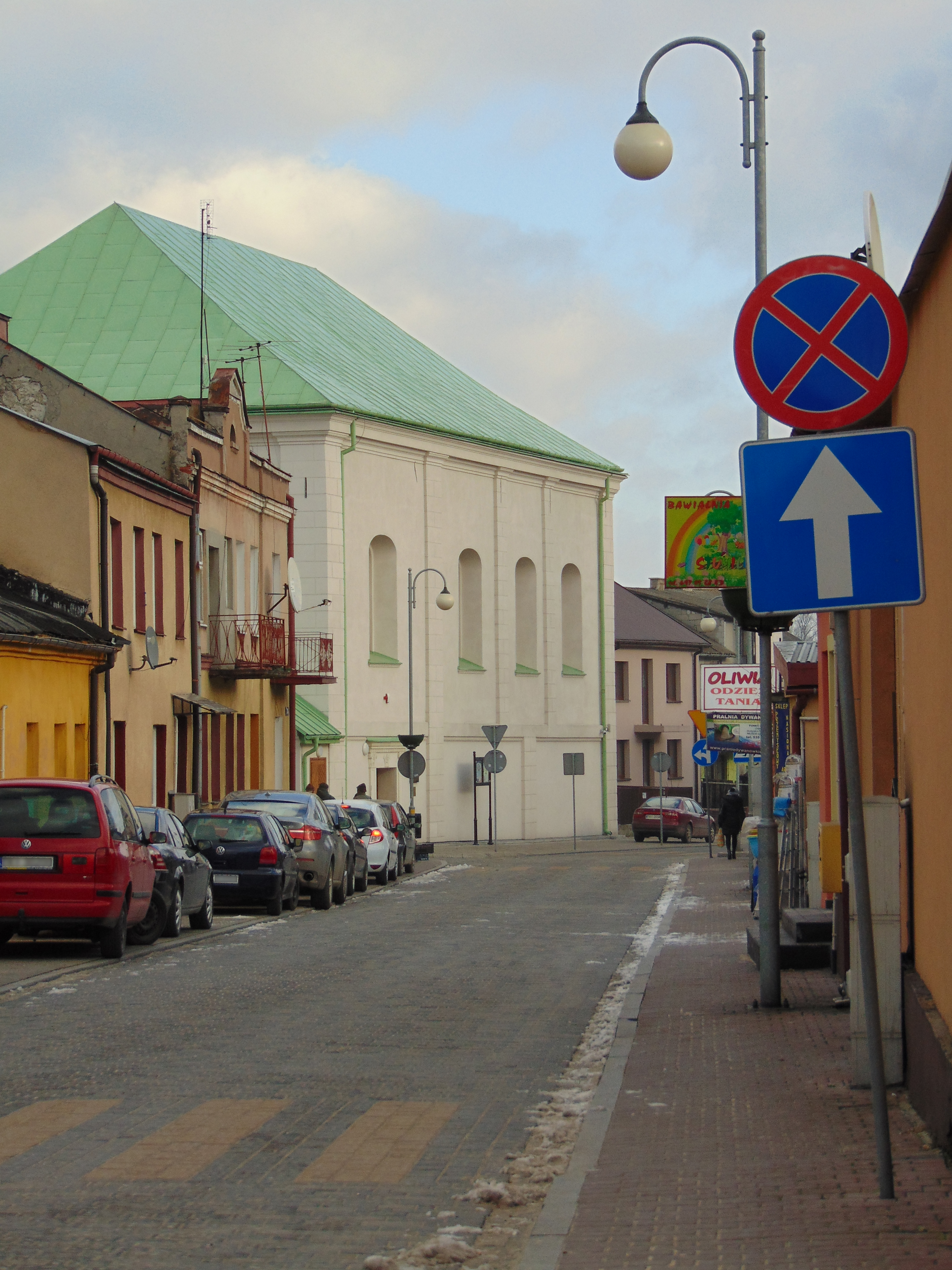
Sinagoga, atualmente o Centro Educacional e Museu “Świętokrzyski Shtetl”

Monumentos listados no registro de monumentos imóveis:
- Igreja paroquial da Imaculada Conceição da Bem-Aventurada Virgem Maria com a torre do sino e o cemitério da igreja
- Igreja filial da Santíssima Trindade do final do século XVI, reconstruída em meados do século XVII
- Sinagoga, rua Wspólna, 14, de 1630, reconstruída em 1942
- Casarão de pedra, rua Jana Pawła II, 4, da segunda metade do século XIX
- Casa, rua Konopnickiej, 5, de 1901
- Sobrado, praça Kościuszki, 8, da primeira metade do século XIX
- Casa de campo, rua Polna, 9, de 1928
- Sobrado, Rynek 1, da segunda metade do século XIX
- Sobrado, Rynek 3, da primeira metade do século XIX
- Sobrado, Rynek 4, da primeira metade do século XIX
- Sobrado, Rynek 9, da segunda metade do século XIX
- Sobrado, Rynek 11 e 12 / rua Wolności 2, da primeira metade do século XIX
- Sobrado, Rynek 13a e 13b, da segunda metade do século XIX
- Sobrado, Rynek 14 e 15, da primeira metade do século XIX
- Antiga pousada, Rynek 16, da segunda metade do século XIX
- Antiga pousada, Rynek 26, da primeira metade do século XIX
- Sobrado, rua Sienkiewicza, 3, final do século XIX
- Casa, 12 rua Stycznia, da segunda metade do século XIX
- Complexo de mansões, rua 13 Stycznia, 43  (uma mansão, dois anexos e um jardim), de 1900
- Casa, rua Szydłowska, 10, de 1888
- Antigo hotel, rua Szydłowska, 27/29, do final do século XIX
- Sobrado, rua Wolności, 8, da segunda metade do século XIX

## Divisão administrativa
Chmielnik é dividida em quatro distritos: Słoneczne, Sady, rua Piastów (anteriormente o conjunto habitacional “22 Lipca”) e Dygasińskiego. Outro conjunto habitacional chamado “Za kościółkiem” está atualmente em construção na parte noroeste da cidade.

## Comunidades religiosas
- Igreja Católica de Rito Latino:
  - Paróquia da Imaculada Conceição da Bem-Aventurada Virgem Maria[13]
- Testemunhas de Jeová:
  - Igreja em Chmielnik (Salão do Reino, rua Mickiewicza 2).

## Esporte
A cidade tem um clube de futebol, o Zenit Chmielnik, fundado em 1946. Na temporada 2024/2025 atua na  Classe A, grupo: Kielce II.